# 悩
 悩 （のう）（梵: pradāsa、プラダーサ）は、仏教が教える煩悩のひとつ。
瞋に付随して起こる。
他の諌めをいれぬ頑迷さ。 忿や恨に続いて生起する。立腹して、人を恨むる心である。怨みつのった気持ちを思い返す心である。
怨みが進み、相手にひがみ、自分の心も内では煩悶する。口をあければ、その言葉は、喧嘩腰で卑しく、相手を毒づき、なじる。
このような心は、自身の心も毒で蝕む。
説一切有部の五位七十五法のうち、小煩悩地法の一つ。唯識派の覆は『大乗百法明門論』によれば随煩悩位に分類され、そのうち小随煩悩である。